# Kessleria albescens
Kessleria albescens es una especie de polilla del género Kessleria, familia Yponomeutidae.
Fue descrita científicamente por Rebel en 1899.